# کورنلیو گاربئا
کورنلیو گاربئا (رومانیایی: Corneliu Gârbea؛ ۵ سپتامبر ۱۹۲۸ – ۱۳ ژوئیه ۲۰۱۸) صداپیشه و بازیگر اهل رومانی بود.
از فیلم‌هایی که وی در آنها نقش داشته‌است، می‌توان به میهای دلیر، با دست‌های پاک، کمیسر متهم می‌کند، دوئل، رز زرد، رینگ، داس‌ها، سرنوشت بد، میرچا، میهائیل، سگ سیرک، تلهٔ مزدوران، از میان خاکسترهای امپراتوری، پاکالا و عمو مارین میلیاردر اشاره کرد.